# Andrew Capobianco
Andrew Capobianco (Mineola, 13 ottobre 1999) è un tuffatore statunitense, vincitore ai campionati mondiali di nuoto 2019 della medaglia di bronzo.

## Palmarès
- Giochi olimpici

Tokyo 2020: argento nel sincro 3 m.
- Mondiali

Gwangju 2019: bronzo nella gara a squadre.
- Giochi panamericani

Lima 2019: bronzo nel trampolino 1 m e nel sincro 3 m.